# HMS Royal Oak (1862)
Pour les autres navires du même nom, voir HMS Royal Oak.
Le HMS Royal Oak  était une frégate blindée de classe Prince Consort construite pour la Royal Navy dans les années 1860. Premier navire de sa classe, il est parfois décrit comme sister-ship des trois autres navires en raison de ses différents arrangements de moteurs et de chaudières. Comme ses sœurs, il a été converti en cuirassé à partir d'un navire en bois de la ligne encore en construction.
Le navire a passé la majeure partie de sa carrière dans la Mediterranean Fleet, ne servant que brièvement dans la Channel Fleet. Royal Oak est rentré chez lui en 1871 pour un radoub, mais a plutôt été mis en réserve pour économiser de l'argent. Quatorze ans plus tard, toujours en réserve, il est vendu à la ferraille en 1885.

## Conception et description
Royal Oak avait un centre d'inertie bas, ce qui signifiait qu'il roulait beaucoup et était une plate-forme de tir instable. Il était cependant très maniable et naviguait bien par tous les temps à la voile ou à la vapeur. Son équipage était composé de 585 officiers et matelots. 

### Propulsion
Royal Oak avait une simple machine à vapeur horizontale à 2 cylindres à bielle à retour horizontal , construite par Maudslay, qui entraînait un seul arbre d'hélice utilisant de la vapeur fournie par six chaudières rectangulaires. Le moteur a produit 3704 chevaux (2762 kW) lors des essais en mer du navire le 15 juin 1863, ce qui a donné au navire une vitesse maximale de 12,5 nœuds (23,2 km/h) sous vapeur. Il transportait un maximum de 560 tonnes de charbon, assez pour parcourir 2.200 milles marins (4.100 km) à 5 nœuds (9,3 km/h). 
Le navire était initialement gréé en trois-mâts barque et avait une surface de voilure de 2 300 m2. Son hélice a été conçue pour être déconnectée et hissée à l'arrière du navire pour réduire la traînée sous voile, mais cela a rarement été fait car il n'y avait pas de cloison entourant les trous de levage qui auraient pu inonder le navire si leurs couvertures avaient été enlevé même par mer agitée. Pour réduire davantage la traînée, l'entonnoir était télescopique et pouvait être abaissé. Sa meilleure vitesse avec l'hélice déconnectée et sous voile seule était de 13,5 nœuds (25,0 km/h), la plus rapide de tous les cuirassés britanniques, et il était le seul navire à dépasser sa meilleure vitesse en utilisant de la vapeur sous voile.

### Armement
Royal Oak était initialement armé de 24 canons lisses de 68 livres à chargement par la bouche sur le pont principal et de 11 canons rayés à chargement par la culasse (RBL) Armstrong de 7 pouces et 110 livres. Huit d'entre eux se trouvaient également sur le pont principal et les trois autres servaient de pièce de chasse sur le pont supérieur, deux à l'avant et un à l'arrière. 

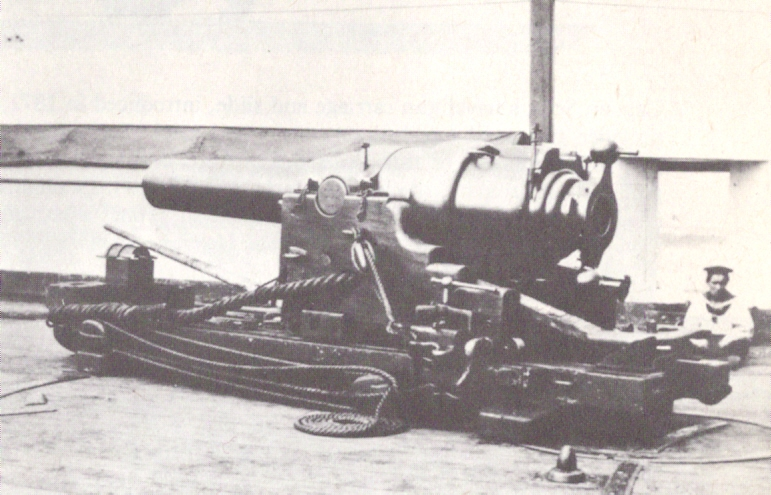
RBL 7-inch Armstrong

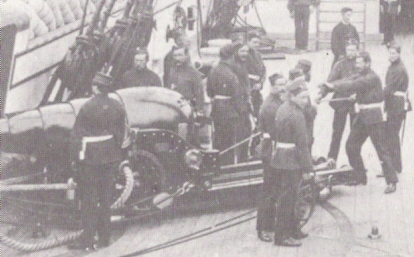
RML 7-inch

Le boulet de 7,9 pouces (201 mm) du canon de 68 livres pesait environ 30,8 kg tandis que le canon lui-même pesait plus de 4,8 tonnes. Le canon avait une vitesse initiale de 481 m/s et avait une portée de 2 900 m à une altitude de 12°. Tous les canons pouvaient tirer à la fois des obus solides et des obus explosifs. 
L'armement d'origine du navire a été remplacé lors de son radoub de 1867 par 20 canons à chargement par la bouche rayés de 203 mm. L'obus du canon de huit pouces de calibre 15 pesait 175 livres (79,4 kg) tandis que le canon lui-même pesait neuf tonnes longues (9,1 t). Il avait une vitesse initiale de 1 410 pieds/s (430 m/s) et était crédité de la capacité de pénétrer une armure en fer forgé de 9,6 pouces (244 mm) au niveau de la bouche. Le canon de sept pouces de calibre 16 (RML 7-inch gun) pesait 6,5 tonnes longues (6,6 t) et tirait un obus de 112 livres (50,8 kg) capable de pénétrer 7,7 pouces (196 mm) de blindage.

### Blindage
Tout le côté des navires de la classe Prince Consort, du niveau du pont supérieur vers le bas, était protégé par une armure en fer forgé qui se rétrécissait de 3 pouces (76 mm) aux extrémités à 4,5 pouces (114 mm) au milieu du navire. Le blindage s'étendait à 5 pieds 6 pouces (1,7 m) sous la ligne de flottaison et était soutenu par les côtés de la coque qui avaient une épaisseur de 29,5 pouces (749 mm).

## Construction et service

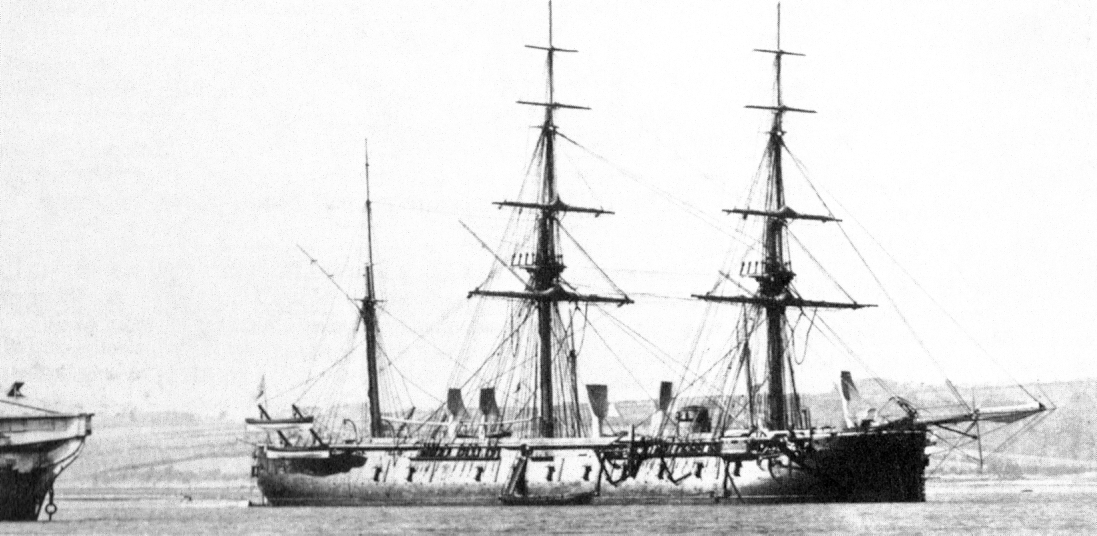
Royal Oak avec son entonnoir abaissé et ses voiles à vent gréées pour la ventilation, quelque temps avant l'ajout de verges à son artimon en 1866

Royal Oak, du nom du chêne anglais dans lequel le roi Charles II s'est caché pour s'échapper après sa défaite à la bataille de Worcester en 1651, a été établi le 1er mai 1860 à Chatham Dockyard en tant que navire de classe Bulwark de 90 canons de la ligne. Il reçut l'ordre d'être converti en cuirassé le 14 mai 1861 et fut lancé le 10 septembre 1862. Le navire fut mis en service en avril 1863 pour effectuer ses essais et achevé le 28 mai.
Royal Oak a brièvement servi dans la flotte de la Manche avant d'être transféré dans la flotte méditerranéenne. Il a subi un radoub et un réarmement en 1867, puis a rejoint la flotte de la Manche pendant six mois. Il a été accidentellement percuté par le HMS Warrior (1860) par gros temps la nuit du 14 août 1868; l'impact a cisaillé les cadènes de GV et d'artimon ainsi que tous les bateaux tribord. Trois mois plus tard, le navire retourna en Méditerranée et assista à l'ouverture du canal de Suez le 15 novembre 1869, où il s'échoua sur un banc de sable inexploré à l'extérieur de Port-Saïd, en Égypte, sans subir de dommages. Il a subi un vaste radoub à Portsmouth à la fin de 1871, mais a plutôt été abandonné par mesure d'économie. Royal Oak est resté en réserve de quatrième classe pendant 14 ans jusqu'à ce qu'il ne vaille plus la peine d'être réparé et a été vendu pour démolition le 30 septembre 1885.